# أحيائي

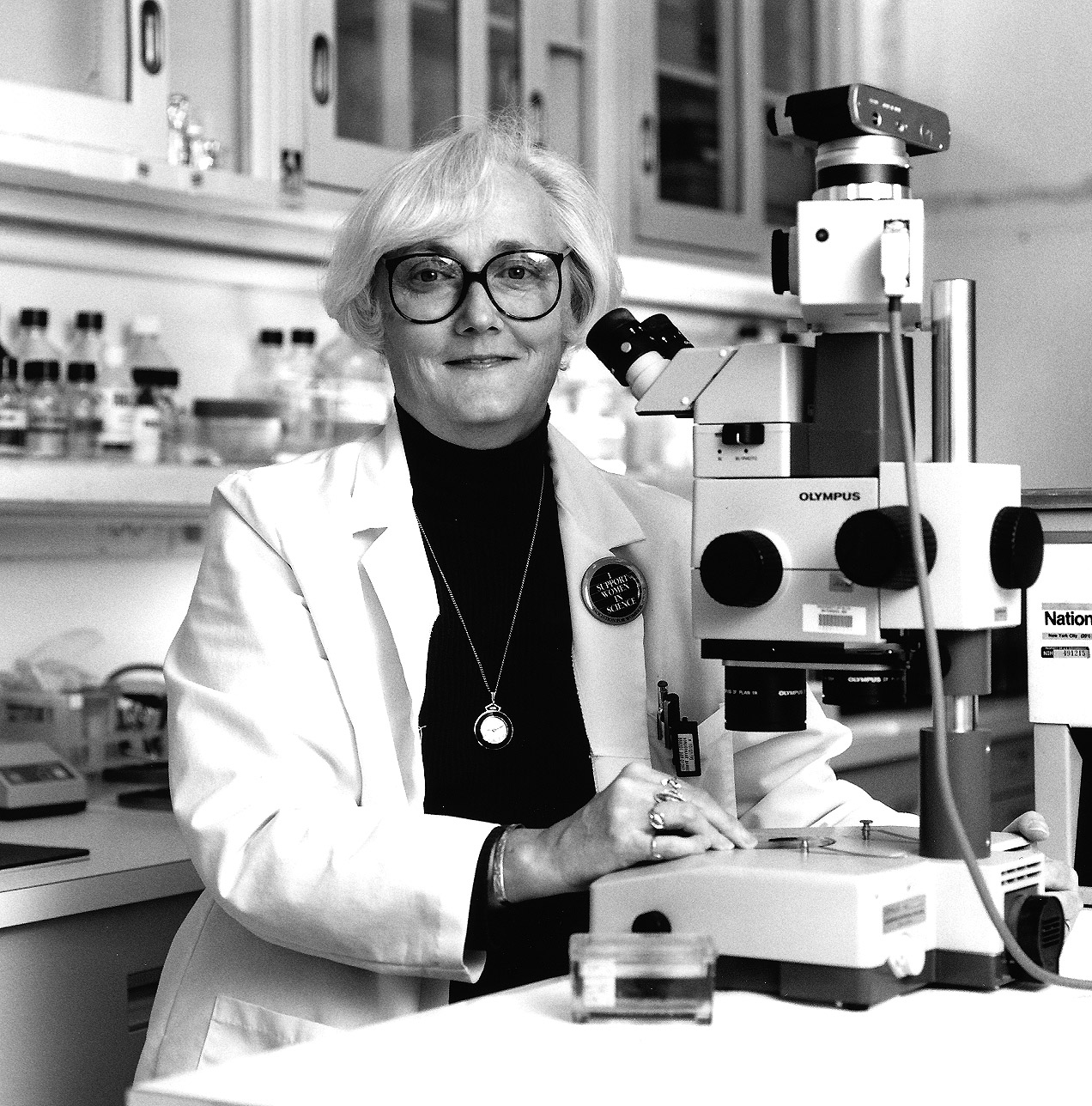
عالمة أحياء في المختبر

الأحيائي أو عالم الأحياء هو الشخص المتخصص في علم الأحياء، والذي يقوم بدراسة تركيب وآلية عمل المتعضيات والأنظمة الحية أو علاقتها بالبيئة. يهدف الأحيائيون الذين يعملون في المجال التطبيقي إلى تطوير أو تحسين معارفنا الطبية أو الصناعية أو الزراعية.
الأحيائي الذي يصل إلى مرتبة متقدمة في فهم الأحياء يسمى عالم أحياء.
هناك عدة فروع يتخصص فيها البيولوجيون، منها:
- علم الأحياء الجزيئي
- علم الأحياء التطوري
- علم النبات
- علم الحيوان
- علم الوراثة
- الكيمياء الحيوية
- علم الأحياء الدقيقة
- علم البيئة
- مورفولوجيا
- علم الأحياء الكمي